# Гуејџоу
Гуејџоу (кин: 貴州, 贵州, Guìzhōu) је брдско-планинска провинција на југу НР Кине. Има површину од 176.100 км² и 39.050.000 становника (податак из 2006). Главни град је Гуејанг. 
Клима у Гуејџоуу је влажна суптропска. 
Етничка структура становништва је веома разноврсна. Народи које овде живе су: Хан Кинези (62,0%), народ Мјао (12%), народ Буји (8%), народ Донг (5%), народ Туџија (4%) итд. 
БДП провинције Гуејџоу је у 2008. износио 48 милијарде долара. Ова провинција је најсиромашнија у Кини по БНП по глави становника (1270$). Од привредних грана најзначајнија је експлоатација угља. 